# Суслова, Светлана Георгиевна
Светлана Георгиевна Суслова (род. 13 марта 1949) — советская и киргизская поэтесса, писатель, переводчик. Член Союза писателей СССР (1978), Союза писателей Кыргызстана (1992), академик, действительный член Академии проблем безопасности, обороны и правопорядка России.. Народный поэт Кыргызской Республики (2018).

## Биография
Родилась 13 марта 1949 года в городе Чита РСФСР в семье военного врача Георгия Алексеевича Суслова.
В 1966 году окончила СШ № 51 во Фрунзе, в 1971 г. окончила филологический факультет КГУ. В школьные годы работала диктором Кантского районного радиовещания, сотрудничая с газетами «Знамя Победы», «Комсомолец Киргизии».
В 1971 году Суслова работала редактором в комитете Гостелерадио Киргизской ССР, корреспондентом и помощником ответственного секретаря газеты «Мугалимдер газетасы», помощником ответственного секретаря газеты «Комсомолец Киргизии». С 1975 года Суслова находилась на должности литсотрудника, также заведующей отделом поэзии в редакции журнала «Литературный Кыргызстан».
В 1978 году был издан первый поэтический сборник «Моей Азии». Суслова работала над переводом произведений кыргызских поэтов на русский язык, поэтических сборников таких авторов, как: А. Токомбаев, А. Осмонов, М. Абылкасымова, Р. Шукурбеков и др. В ее переводе с уйгурского — книга Д. Ясенова, с арабского — Султана бен Али аль Увейса, с таджикского — Г. Сафиевой.
В 1982 году поэтические сборники «Моей Азии» и «Пятое время года» отмечены премией Ленинского комсомола страны. Суслова являлась членом КПСС с 1988 г., членом СП СССР с 1979 г. В 1986 году Избиралась депутатом Первомайского райсовета народных депутатов г. Фрунзе.
С 1991 г. — по настоящее время является заместителем главного редактора журнала «Литературный Кыргызстан». Также Суслова — главный специалист Учебно-научно-методического центра «Перевод» при Кыргызско-Российском Славянском университете.

## Творческая деятельность
Суслова Светлана Георгиевна является автором пятнадцати оригинальных сборников (первые книги выпущены под псевдонимом Светлана Токомбаева). Переводы Сусловой с кыргызского составили более двадцати сборников ведущих поэтов Кыргызской Республики. Суслова выступает как новый переводчик рубайят Омара Хайяма и кыргызского героического эпоса «Манас». Также, стихи Сусловой были переведены на несколько языков мира.

## Основные труды
- Моей Азии: Стихи поэмы. — Ф.: Мектеп, 1978. − 155 с.
- Пятое время года: Стихотворения и поэмы. — Ф.: Кыргызстан, 1980. — 216 с.
- Сад моего детства: Стихотворения. — М.: Мол. Гвардия, 1983. — 79 с.
- Концерт для скрипки с оркестром: Сентиментальный роман. — Ф.: Кыргызстан, 1984. — 150 с.
- Несговорчивый соловей: Лирическая повесть. — Ф.: Кыргызстан, 1987. — 136 с.
- «Охота на эхо»(1990), «Аз-бука»(1992), «Возвращение к себе»(1995), «Избранное»(2000), «Лестница лет»(2002).
- «Аз-бука». — Бишкек: Лит. Кыргызстан, 1992.
- «Возвращение к себе». — Бишкек: Лит. Киргизстан, 1997.
- «Избранное». — Фрунзе, 2000.
- «Лестница лет». — Алматы: Жибек Жолы, 2002 (совместно с Ш.Токомбаевым).
- «Молчание рыб». — Бишкек, 2006.
- «Акварели осеннего неба». — Бишкек, 2009.
- «Предрассветный полёт стрекозы» — Бишкек, 2010.
- «Синеглазая Азия» — Бишкек, 2014.
- «Танцующий ирис» — Бишкек, 2021.[5]

## Переводы
- Осмонов А. Лиса и гуси. — Ф.: Мектеп, 1974. — 20 с.
- Токомбаев А. Четыре времени года: Стихотворения. — Ф.: Мектеп, 1979. — 16 с.
- Токомбаев А. Сирота и волшебник: Сказка. — Ф.: Мектеп, 1982. — 32 с.
- Абылкасымова М. Надежда: Стихотворения. — Ф.: Кыргызстан, 1985. — 126 с.
- Шукурбеков Р. Две козы: Басни-сказки. — Ф.: Мектеп, 1985. — 24 с.[3]

## Награды и звания
- Орден «Данакер» (22 ноября 2004 года) — за большой вклад в развитие культуры и искусства республики[6].
- Орден Дружбы (17 октября 2003 года, Россия) — за большой вклад в развитие российско-киргизского сотрудничества в области культуры и искусства[7].
- Народный поэт Кыргызской Республики (29 августа 2018 года) — за существенный вклад в развитие социально-экономического, интеллектуального и духовного потенциала Кыргызской Республики, большие достижения в профессиональной деятельности, а также в честь Дня независимости Кыргызской Республики[8].
- Заслуженный деятель культуры Кыргызской Республики (29 декабря 1995 года) — за заслуги в области литературы[9].
- Четыре почётные грамоты Президиума Верховного Совета Киргизской ССР (1978, 1980, 1982, 1985).
- Лауреат Всесоюзной премии ВЛКСМ (1982).
- Лауреат конкурса на лучшее художественное произведение на русском языке, изданное в Кыргызстане (2006).
- Орден Екатерины Великой (2007, Россия).
- Член Союза Писателей СССР (с 1978).
- Член КПСС (с 1990).
- Член Союза Писателей КР (с 1992).
- Член президиума правления Национального союза писателей КР.

## Оценка
На авторском вечере Светланы Сусловой 18 ноября 2016 года экс-президент Кыргызстана Роза Отунбаева отметила, что, «как сама Светлана Георгиевна активно знакомит русскоязычного читателя с произведениями кыргызских писателей и поэтов, так и ее зарубежные коллеги охотно знакомят с ее творчеством своих читателей и почитателей поэзии». Стихи Светланы Сусловой были переведены на различные языки: кыргызский, казахский, таджикский, китайский, английский, французский и другие языки мира.
В. И. Шаповалов, народный поэт КР, доктор филологических наук, пишет: «… Следует в особой степени отметить инициативу по подготовке подстрочного перевода первого тома. Затем эта деятельность была реализована в одном из проектов Научно-образовательного центра КРСУ „Перевод“, по инициативе которого и при поддержке Управления инноваций в образовании и науке осуществляется издание русского перевода „Манаса“. И вот здесь необходимо сказать о подвижническом труде переводчика — народного поэта Кыргызстана Светланы Сусловой, чье поэтическое дарование, творческий опыт, ответственность и энергия, этнокультуроведческий такт, внимание к своеобразной поэтике кыргызского эпического стиха, любовь к истории кыргызской земли послужили достижению впечатляющего творческого результата. „Манас“, вышедший из-под крыла сказителя Жусупа Мамая, звучит на русском языке так, словно он родился из уст коллективного автора — народа. Это еще одна жизнь великого эпоса»